# Fußball-Asienmeisterschaft 2024/Gruppe A
| Pl. | Land          | Sp. | S | U | N | Tore    | Diff. | Punkte |
| --- | ------------- | --- | - | - | - | ------- | ----- | ------ |
| 1.  | Katar         | 3   | 3 | 0 | 0 | 005:000 | +5    | 09     |
| 2.  | Tadschikistan | 3   | 1 | 1 | 1 | 002:200 | ±0    | 04     |
| 3.  | China         | 3   | 0 | 2 | 1 | 000:100 | −1    | 02     |
| 4.  | Libanon       | 3   | 0 | 1 | 2 | 001:500 | −4    | 01     |

Die Gruppe A der Fußball-Asienmeisterschaft 2024 war eine der sechs Gruppen des Turniers. Das erste Spiel wurde am 12. Januar 2024 ausgetragen, der letzte Spieltag fand am 22. Januar 2024 statt. Die Gruppe bestand aus den Nationalmannschaften aus Katar, China, dem Libanon und Tadschikistan.

## Katar – Libanon 3:0 (1:0)
| Katar                                                               | Katar | Libanon | Libanon |
| ------------------------------------------------------------------- | --- | --- | ------- |
| Katar                                                               | \| 1. Spieltag \| \| 12. Januar 2024 um 19:00 Uhr (17:00 MEZ) in Lusail (Lusail Stadium) \| \| Zuschauer: 82.490 \| \| Schiedsrichter: Alireza Faghani ( Australien) \| \| Spielbericht \| | \| 1. Spieltag \| \| 12. Januar 2024 um 19:00 Uhr (17:00 MEZ) in Lusail (Lusail Stadium) \| \| Zuschauer: 82.490 \| \| Schiedsrichter: Alireza Faghani ( Australien) \| \| Spielbericht \| | Libanon |
| Katar                                                               | Meshaal Barsham – Ró-Ró, Al-Mahdi Ali Mukhtar, Lucas Mendes – Yusuf Abdurisag (57. Ismail Mohamad), Hassan al-Haydos (57. Mostafa Meshaal), Ahmed Fatehi, Abdulaziz Hatem (79. Jassem Gaber), Mohammed Waad (72. Homam Ahmed) – Akram Afif, Almoez Abdulla (78. Ahmed Alaaeldin) Cheftrainer: Tintín Márquez ( Spanien) | Mostafa Matar – Alexander Michel, Nour Mansour, Kassem El-Zein – Hussein Zein, Ali Tneich, Mohamad Haidar (70. Omar Bugiel), Walid Shour (70. Hasan Srour), Nassar Nassar (87. Soony Saad) – Bassel Jradi (80. Gabriel Bitar), Hassan Maatouk (70. Hilal El-Helwe) Cheftrainer: Miodrag Radulović ( Montenegro) | Libanon |
| Katar                                                               | 1:0 Afif (45.) 2:0 Abdulla (56.) 3:0 Afif (90.+6') | | Libanon |
| Katar                                                               | Alaaeldin (86.), Ró-Ró (90.) | Haidar (51.), Srour (80.) | Libanon |
| 1. Spieltag                                                         | | |         |
| 12. Januar 2024 um 19:00 Uhr (17:00 MEZ) in Lusail (Lusail Stadium) | | |         |
| Zuschauer: 82.490                                                   | | |         |
| Schiedsrichter: Alireza Faghani ( Australien)                       | | |         |
| Spielbericht                                                        | | |         |

## China – Tadschikistan 0:0
| China                                                                           | China | Tadschikistan | Tadschikistan |
| ------------------------------------------------------------------------------- | --- | --- | ------------- |
| China                                                                           | \| 1. Spieltag \| \| 13. Januar 2024 um 17:30 Uhr (15:30 MEZ) in Doha (Abdullah bin Khalifa Stadium) \| \| Zuschauer: 4.001 \| \| Schiedsrichter: Mohammed al-Hoish ( Saudi-Arabien) \| \| Spielbericht \|                                                        | \| 1. Spieltag \| \| 13. Januar 2024 um 17:30 Uhr (15:30 MEZ) in Doha (Abdullah bin Khalifa Stadium) \| \| Zuschauer: 4.001 \| \| Schiedsrichter: Mohammed al-Hoish ( Saudi-Arabien) \| \| Spielbericht \| | Tadschikistan |
| China                                                                           | Yan Junling – Liu Binbin, Zhang Linpeng , Tyias Browning, Zhu Chenjie, Liu Yang – Wang Qiuming (58. Xu Xin), Dai Wai Tsun (72. Lin Liangming), Wang Shangyuan – Wu Lei (72. Xie Pengfei), Tan Long (58. Zhang Yuning) Cheftrainer: Aleksandar Janković ( Serbien) | Rustam Jatimow – Manutschehr Safarow, Wahdat Hanonow, Soir Dschurabojew, Ahtam Nasarow – Alischer Schukurow (89. Alidschoni Ainij), Parwisdschon Umarbajew, Amadonij Kamolow (90.+6' Scherwonij Mabatschojew), Alischer Dschalilow, Ehsoni Pandschschanbe – Rustam Soirow (89. Schahrom Samijew) Cheftrainer: Petar Šegrt ( Kroatien) | Tadschikistan |
| China                                                                           | Wang S. (28.) | Umarbajew (74.), Samijew (90.+4') | Tadschikistan |
| 1. Spieltag                                                                     | | |               |
| 13. Januar 2024 um 17:30 Uhr (15:30 MEZ) in Doha (Abdullah bin Khalifa Stadium) | | |               |
| Zuschauer: 4.001                                                                | | |               |
| Schiedsrichter: Mohammed al-Hoish ( Saudi-Arabien)                              | | |               |
| Spielbericht                                                                    | | |               |

## Libanon – China 0:0
| Libanon                                                               | Libanon | China | China |
| --------------------------------------------------------------------- | --- | --- | ----- |
| Libanon                                                               | \| 2. Spieltag \| \| 17. Januar 2024 um 14:30 Uhr (12:30 MEZ) in Doha (al-Thumama Stadium) \| \| Zuschauer: 14.137 \| \| Schiedsrichter: Ko Hyung-jin ( Südkorea) \| \| Spielbericht \| | \| 2. Spieltag \| \| 17. Januar 2024 um 14:30 Uhr (12:30 MEZ) in Doha (al-Thumama Stadium) \| \| Zuschauer: 14.137 \| \| Schiedsrichter: Ko Hyung-jin ( Südkorea) \| \| Spielbericht \|                                                                    | China |
| Libanon                                                               | Mostafa Matar – Khalil Khamis, Nour Mansour (18. Alexander Michel), Kassem El-Zein – Hussein Zein, Ali Tneich, Hasan Srour (90.+3' Walid Shour), Maher Sabra, Bassel Jradi – Omar Bugiel (90.+3' Hilal El-Helwe), Hassan Maatouk (71. Mohamad Haidar) Cheftrainer: Miodrag Radulović ( Montenegro) | Yan Junling – Liu Binbin (71. Xie Pengfei), Zhang Linpeng , Tyias Browning, Zhu Chenjie, Liu Yang – Xu Xin (71. Wu Xi), Wang Shangyuan, Dai Wai Tsun – Wu Lei (66. Lin Liangming), Zhang Yuning (66. Tan Long) Cheftrainer: Aleksandar Janković ( Serbien) | China |
| Libanon                                                               | Zhang Y. (30.) | | China |
| 2. Spieltag                                                           | | |       |
| 17. Januar 2024 um 14:30 Uhr (12:30 MEZ) in Doha (al-Thumama Stadium) | | |       |
| Zuschauer: 14.137                                                     | | |       |
| Schiedsrichter: Ko Hyung-jin ( Südkorea)                              | | |       |
| Spielbericht                                                          | | |       |

## Tadschikistan – Katar 0:1 (0:1)
| Tadschikistan                                                          | Tadschikistan | Katar | Katar |
| ---------------------------------------------------------------------- | --- | --- | ----- |
| Tadschikistan                                                          | \| 2. Spieltag \| \| 17. Januar 2024 um 17:30 Uhr (15:30 MEZ) in al-Chaur (al-Bayt Stadium) \| \| Zuschauer: 57.460 \| \| Schiedsrichter: Hiroyuki Kimura ( Japan) \| \| Spielbericht \| | \| 2. Spieltag \| \| 17. Januar 2024 um 17:30 Uhr (15:30 MEZ) in al-Chaur (al-Bayt Stadium) \| \| Zuschauer: 57.460 \| \| Schiedsrichter: Hiroyuki Kimura ( Japan) \| \| Spielbericht \| | Katar |
| Tadschikistan                                                          | Rustam Jatimow – Manutschehr Safarow, Wahdat Hanonow, Soir Dschurabojew, Ahtam Nasarow (82. Tabres Islomow) – Amadonij Kamolow, Parwisdschon Umarbajew (82. Scherwonij Mabatschojew), Alischer Schukurow (90.+1' Alidschoni Ainij), Ehsoni Pandschschanbe – Rustam Soirow (46. Schahrom Samijew), Alischer Dschalilow (90.+1' Nuriddin Hamroqulow) Cheftrainer: Petar Šegrt ( Kroatien) | Meshaal Barsham – Bassam al-Rawi, Tarek Salman, Lucas Mendes, Mohammed Waad – Mostafa Meshaal (59. Hassan al-Haydos), Ahmed Fatehi (65. Boualem Khoukhi), Jassem Gaber (88. Ró-Ró) – Ismail Mohamad (46. Ahmed al-Ganehi), Almoez Abdulla, Akram Afif Cheftrainer: Tintín Márquez ( Spanien) | Katar |
| Tadschikistan                                                          | 0:1 Afif (17.) | | Katar |
| Tadschikistan                                                          | Safarow (35.), Hanonow (81.), Ainij (90.+10') | Fatehi (45.+1'), Waad (60.), Ró-Ró (90.+11') | Katar |
| Tadschikistan                                                          | Kamolow (81.) | | Katar |
| 2. Spieltag                                                            | | |       |
| 17. Januar 2024 um 17:30 Uhr (15:30 MEZ) in al-Chaur (al-Bayt Stadium) | | |       |
| Zuschauer: 57.460                                                      | | |       |
| Schiedsrichter: Hiroyuki Kimura ( Japan)                               | | |       |
| Spielbericht                                                           | | |       |

## Katar – China 1:0 (0:0)
| Katar                                                                                 | Katar | China | China |
| ------------------------------------------------------------------------------------- | --- | --- | ----- |
| Katar                                                                                 | \| 3. Spieltag \| \| 22. Januar 2024 um 18:00 Uhr (16:00 MEZ) in ar-Rayyan (Khalifa International Stadium) \| \| Zuschauer: 42.104 \| \| Schiedsrichter: Abdullah Jamali ( Kuwait) \| \| Spielbericht \| | \| 3. Spieltag \| \| 22. Januar 2024 um 18:00 Uhr (16:00 MEZ) in ar-Rayyan (Khalifa International Stadium) \| \| Zuschauer: 42.104 \| \| Schiedsrichter: Abdullah Jamali ( Kuwait) \| \| Spielbericht \|                                                                      | China |
| Katar                                                                                 | Saad al-Sheeb (46. Salah Zakaria, 63. Meshaal Barsham) – Bassam al-Rawi, Boualem Khoukhi, Al-Mahdi Ali Mukhtar, Sultan al-Brake – Yusuf Abdurisag (64. Akram Afif), Ali Assadalla, Abdulaziz Hatem (46. Jassem Gaber), Mostafa Meshaal (64. Hassan al-Haydos), Khalid Mazeed – Ahmed Alaaeldin (46. Ahmed al-Ganehi) Cheftrainer: Tintín Márquez ( Spanien) | Yan Junling – Liu Binbin (46. Xie Pengfei), Zhang Linpeng, Tyias Browning, Zhu Chenjie, Liu Yang – Wei Shihao (67. Wu Lei), Wu Xi (67. Xu Xin), Wang Shangyuan (85. Jiang Shenglong), Lin Liangming (75. Tan Long) – Zhang Yuning Cheftrainer: Aleksandar Janković ( Serbien) | China |
| Katar                                                                                 | 1:0 al-Haydos (66.) | | China |
| Katar                                                                                 | al-Rawi (70.), Mazeed (80.), al-Ganehi (88.) | | China |
| 3. Spieltag                                                                           | | |       |
| 22. Januar 2024 um 18:00 Uhr (16:00 MEZ) in ar-Rayyan (Khalifa International Stadium) | | |       |
| Zuschauer: 42.104                                                                     | | |       |
| Schiedsrichter: Abdullah Jamali ( Kuwait)                                             | | |       |
| Spielbericht                                                                          | | |       |

## Tadschikistan – Libanon 2:1 (0:0)
| Tadschikistan                                                                    | Tadschikistan | Libanon | Libanon |
| -------------------------------------------------------------------------------- | --- | --- | ------- |
| Tadschikistan                                                                    | \| 3. Spieltag \| \| 22. Januar 2024 um 18:00 Uhr (16:00 MEZ) in ar-Rayyan (Jassim bin Hamad Stadium) \| \| Zuschauer: 11.843 \| \| Schiedsrichter: Mohanad Qasim Sarray ( Irak) \| \| Spielbericht \| | \| 3. Spieltag \| \| 22. Januar 2024 um 18:00 Uhr (16:00 MEZ) in ar-Rayyan (Jassim bin Hamad Stadium) \| \| Zuschauer: 11.843 \| \| Schiedsrichter: Mohanad Qasim Sarray ( Irak) \| \| Spielbericht \| | Libanon |
| Tadschikistan                                                                    | Rustam Jatimow – Manutschehr Safarow, Wahdat Hanonow, Soir Dschurabojew, Ahtam Nasarow (90.+12' Tabres Islomow) – Scherwonij Mabatschojew (72. Nuriddin Hamroqulow), Parwisdschon Umarbajew, Alischer Schukurow (72. Muhammaddschon Rahimow), Ehsoni Pandschschanbe – Rustam Soirow (72. Schahrom Samijew), Alischer Dschalilow (88. Ruslan Chailojew) Cheftrainer: Petar Šegrt ( Kroatien) | Mostafa Matar – Khalil Khamis, Alexander Michel, Kassem El-Zein – Hussein Zein, Ali Tneich (82. Mohamad Haidar), Hasan Srour, Nassar Nassar (82. Daniel Lajud), Bassel Jradi (82. Gabriel Bitar) – Hassan Maatouk (58. Walid Shour), Omar Bugiel (67. Hilal El-Helwe) Cheftrainer: Miodrag Radulović ( Montenegro) | Libanon |
| Tadschikistan                                                                    | 1:1 Umarbajew (80.) 2:1 Hamroqulow (90.+2') | 0:1 Jradi (47.) | Libanon |
| Tadschikistan                                                                    | Dschurabojew (27.), Pandschschanbe (90.+7'), Chailojew (90.+12') | Matar (77.), Zein (90.+4') | Libanon |
| Tadschikistan                                                                    | El-Zein (56.) | | Libanon |
| 3. Spieltag                                                                      | | |         |
| 22. Januar 2024 um 18:00 Uhr (16:00 MEZ) in ar-Rayyan (Jassim bin Hamad Stadium) | | |         |
| Zuschauer: 11.843                                                                | | |         |
| Schiedsrichter: Mohanad Qasim Sarray ( Irak)                                     | | |         |
| Spielbericht                                                                     | | |         |